# Monthlery
Monthlery is een historisch Oostenrijks merk van motorfietsen.
De bedrijfsnaam was Motorradbau Leopold Sykora, Wien.
Zoals veel kleine merken gebruikte Leopold Sykora inbouwmotoren van andere merken. Dat was goedkoper dan het ontwikkelen van een eigen motor. Sykora koos voor de populaire 346 cc motoren van het Britse merk JAP, zijklepmotoren voor de toermodellen en kopklepmotoren voor de sportievere motorfietsen. De naam stamde waarschijnlijk van Montlhéry in Frankrijk, een plaats waar een circuit lag waar in die tijd veel snelheidsrecord werden gereden. Dat is ongeveer te vergelijken met het gebruik van "Daytona" of "Le Mans" als typenaam in de huidige tijd.
Een succes werd het niet. In de jaren twintig was de concurrentie op de Oostenrijkse en de Duitse motorfietsmarkt enorm en dergelijke kleine merken moesten bestaan van klanten in hun eigen regio. Het merk Monthlery bestond slechts van 1926 tot 1928.